# Produit de conseils
Les produits de conseils désignent tout élément vendu en pharmacie ayant obtenu une AMM et dont le remboursement par la sécurité sociale est nul. À ce titre, ces produits sont conseillés par le pharmacien d'officine lorsqu'une personne vient lui décrire ses symptômes. Ils ne requièrent pas l'obligation de présentation d'une ordonnance médicale, et sont généralement destinés à toute maladie dite bénigne comme un rhume ou une diarrhée de l'adulte passagère. De plus, ils ne disposent pas d'homologues sous forme de génériques, à l'exception de certains produits comme le Maalox qui a pour générique le Xolaam (Maalox à l'envers). On trouve par exemple Actifed, Lysopaïne et bien d'autres.